# Dolomedes chinesus
Dolomedes chinesus är en spindelart som beskrevs av Chamberlin 1924. Dolomedes chinesus ingår i släktet Dolomedes och familjen vårdnätsspindlar. Inga underarter finns listade i Catalogue of Life.